# 本质主义
本质主义（Essentialism），又译为精粹主义，认为任何的实体（如一只动物，一群人，一个物理对象，一个观念）都有一些必须具备的本质。这种观点同时会认为无法对现象作出最终解释的理论都是无用的，因为其不能反映客观事实。
「本质主义」这个术语是由卡尔·波普尔第一次提出的，在之前无论是持本质主义观点的学者或是质疑本质主义观点的学者都没有使用这个术语。
本质主义观念在西方的出现可以追溯到柏拉图和亚里士多德。最早为人所知的关于所有的思考和观念背后必定隐藏着一个必要事实（理型）的理论是“柏拉图主义”。亚里士多德的“范畴篇”主张所有的对象都属于某一基本存在，基本存在决定了对象到底是什么。乔治·莱考夫概括亚里士多德的观点为“那些使得某个事物是什么的特性，失去了那些特性这些事物就不再是‘那’同一种东西了”。这个观点与“非本质主义”对立。非本质主义声称没有一种特殊的特质是某类型实体必须拥有的。

## 哲学

### 柏拉图主义
本质在柏拉图主义中被定义为一种“物质”（substance）或者“形式”（form）。它是不可变的，永恒的；并且出现在每一个可能世界。古典的人文主义对人持本质主义观念，相信存在一个不可变的、永恒的人性。这种人性不变论遭到齊克果、马克思、海德格、沙特，和其他许多存在主义思想家批评。
在柏拉图的哲学体系（尤其是蒂迈欧篇和菲力帕斯篇）中，造物主把混乱组织成秩序实体来使事物存在。

### 亚里士多德式本质主义
在亚里士多德的定义中本质非常接近于form一词（Gr. morphe）。
蒯因在1966年定义了亚里士多德式本质主义：一些事物的属性可能是本质的属性，而另一些属性则是意外拥有的的学说——例如人、会说话的动物或者无毛的两足动物（都指的是都是同一个东西），不仅作为人类，而且作为它自己是本质上理性的并且意外拥有两条腿并且爱说话的实体虽然蒯因从没有证实“亚里士多德式本质主义”确实是亚里士多德本人的学说或者在亚里士多德的著作中和有关亚里士多德的著作的评论中曾经被提到过，他声称根据亚里士多德的理论，实体是拥有“本质”的——一旦这些“本质”没有了，实体也就不是原来的实体了或者换句话说已经从字面上被摧毁了。该学说认为，人类基本上是理性的——这意味着他们有理性的能力 ——但只是因为偶然人类成为了两足生物。该学说的想象一下只有一条腿的人，我们的理智告诉我们，即使只有一条腿也是人类。然而，如果要你想象一个人没有理智，你能想象的那么那个人是人类吗？你也许会把他们视为野兽，或者植物。由此可见该学说定义的"本质"可以被如此描述：假设实体甲有本质乙，缺少乙我们就不会认为该实体是甲的特质（或者一系列特质，可以和单个特质同样对待）。

### 科學本质主义
一些科學家認為科學必須帶有一定程度的本質主義才能有效運作，比如說老虎這種生物必須具有一組特定的遺傳特性才能被視為老虎，而缺少條紋與否不是認定老虎的必要條件，否則動物學跟遺傳學等科學便不再有任何有效性  。而本質主義在啟蒙主義後於科學的丟失實際上造成了現代科學的退化 ，並導致了從尼采開始的哲學反科學主義到科學戰爭等人文科學爭議。
也因此，所有的科學家都是本質主義者。即便是那些反對本質主義的科學家也不能脫離本質主義的思考模式，只能使用藍綠色存在，因此藍色與綠色不存在的連續體謬誤來否定本質主義，然而若是他們真正將自己反對本質主義的邏輯應用於科學研究中，最終只會導致自身的所有的科學論點，乃至於科學方法本身完全被自己所否定的窘境。一個例子是，因為反本質主義在生物學中的擴散，最終導致一些生物哲學家拒絕了「一個生物體屬於一個分類群，特別是一個物種，那麼它本質上就是屬於這一類生物的觀點」，白話一點講就是對這些生物哲學家來說從林奈的分類學到現今的分子生物學幾百年來的科學建構是完全無意義的，他們因為否定本質主義，因此否定了科學本身

## 在心理学中

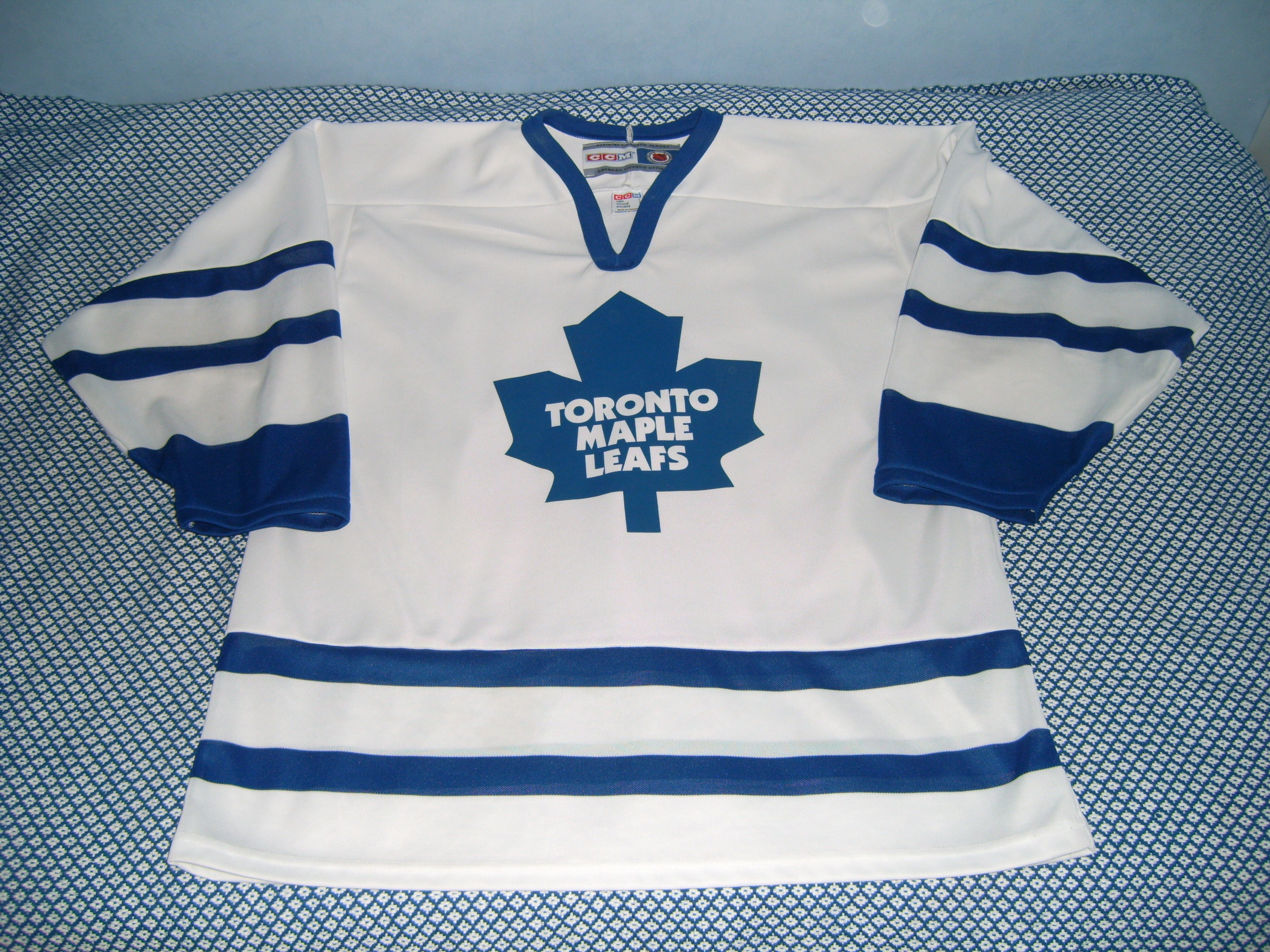
心理学教授保罗·布鲁姆试图解释为什么在拍卖时人们倾向花更多的钱购买没洗过的名人的衣物。他相信很多同类问题的答案是人们会情不自禁得想象对象含有可以被影响的“本质”。

形而上学的本质主义与心理学上的本质主义有区别，后者并非一种世界观，而是一种关于意识描绘实体的方法（Medin, 1989）。这个领域的权威Susan Gelman提出了很多儿童和成人对实体在本质上贴标签的领域，特别是生物实体——仿佛实体有一成不变的深层本质可以用来预测未被观察过的同类成员的相似之处（Toosi & Ambady, 2011）。这些因果关系不是直接的，一个实体可观测的特征并不会定义它的深层本质（Dar-Nimrod & Heine, 2011）。

### 在发展心理学中
本质主义已经成为了心理学（特别是发展心理学）中的一个重要概念。Gelman和Kremer（1991）研究了4-7岁孩子展现出的本质主义程度，孩子们能分辨出行为是由生物还是非生物对象引起的——孩子们会运用潜在的本质来预测未来观测到的行为。实验参与者能够正确地描述出生物对象的行为是自己驱动的，而非生命对象的行为是受到成人操控的；这是认知上表达本质特征的生物学的例子。本质主义的思维通过了解行为背后的因果机制被强化（Rangel and Keller, 2011）。更小的孩子无力分辨行为背后的因果机制，这表明本质主义植根于认知的发展。可以说孩子们表达实体的方式从无法理解行为背后的因果机制到有充足的理解发生了改变（Demoulin, Leyens & Yzerbyt, 2006）。
有四个关键点被认为构成了本质主义的思维。第一个方面是上述的个体的因果机制（del Rio & Strasser, 2011）。第二个方面是与生俱来的本能：假设一个物体将一直按照其预定路线发展（Kanovsky, 2007）。根据这一准则，通过本质可以预测实体在所有时间的发展。第三个方面是不变性（Holtz & Wagner, 2009）：无论实体被观察到的表现如何变化都无法影响其本质。第四个方面是归纳事物的潜能（Birnbaum, Deeb, Segall, Ben-Aliyahu & Diesendruck, 2010）：这暗示着拥有共同特征的实体即使除了本质以外都很相似，它们的本质也有可能不同。
心理上的本质主义的影响很多。被认为是充满偏见的个体被发现拥有更强的本质主义式的思维方式，这表明本质主义会延续社会群体之间的相互排斥（Morton, Hornsey & Postmes, 2009）。耶鲁大学的保罗·布鲁姆说，“认知科学中的一个最令人兴奋的理论是：人们默认有一个假设人和事物具有本质，本质决定了它们是什么东西的想法。实验心理学家认为本质主义构成了我们的物理世界和社会世界的理解的基础，发展心理学家和跨文化心理学家已经提出本质主义是本能的、普遍的。我们是天生的本质主义者。”
一些学者提出这种无条件的本质主义思维方式预示了人们存在的刻板印象并可以有针对性地应用于预防刻板印象形成（Bastian & Haslam, 2006）。

## 在伦理学中
传统的本质主义者认为有些事情是绝对错误的，比如他们会认为，“进行谋杀”这一动作不单单是对社会建构的道德准则的违背，更是对普遍而客观的自然道德法则的破坏。
许多现代的本质主义者认为对事物的正确与否在道德层面上的价值判断是由个人建构的，个体认为正确或者错误的行为就决定了事物在道德上的正误。

## 在生物学中
有一种普遍的想法是：在演化作为理论出现之前，生物学中普遍的本质主义式的观点认为所有物种是不会随着时间变化的。一些反对演化的宗教现在仍然在维持着此观点（参见创造论与科学）。
一些关于系統分類學的研究质疑这个观点。Mary P. Winsor, Ron Amundson和Staffan Müller分别声称像诸如卡尔·林奈和理想的形态学者的理论离本质主义有相当的距离，由此看来生物学中所“本质主义故事”（或“神话”）可能是人们把从亚里士多德到约翰·斯图尔特·密尔和威廉·惠威爾的理论混为一谈的结果。比如"species"（物种）这个词在生物学上的使用。
然而系統發生學本身大量應用基因分析與演化論所推導出來的親屬關係來決定分類，這種行為本身就是科學本質主義的體現，英國哲學家約翰.葛雷在他的作品 芻狗:關於人類和其他動物的想法 （页面存档备份，存于）評論道，若是本質主義被科學家們真正放棄，那麼的話，達爾文的理論將會被視為偽科學。以演化論的真實性來否定生物本質主義，可以看作是一種連續體謬誤，打個比方就是生物本質主義科學家認為老虎與貓因為基因組成不同因此本質上可以視為不同物種，而反本質主義論者則以貓與老虎有同一種祖先來否定該論點的行為實際上與打稻草人無異，因為這無法否定與改變分子生物學用基因甚至共同祖先來認定生物本質並對生物進行分類的必要性(而該行為即本質主義在科學中的應用)。

## 社会和政治
持本质主义观点的人可能会把性别、种族，或者其他群体特征当作是不可改变的特质，群体内个体拥有不符合本群体特征的会遭受歧视。
当代身份政治的支持者（如女性主义者、支持同性恋权利者，或者种族平等活动者）很多持社会建构主义的观点。例如西蒙·波娃：“我们并非生来为女人，我们是成为了女人。”社会建构主义者认为，性别角色、同性恋等的成因是社会和文化建构的结果。因为“本质”暗示着永恒，本质主义被指会使政治趋于保守而反对变革。但本质主义主张也为包括女性主义、反种族主义、反殖民斗争的激进政治提供了一些有力的口号，讽刺的是在文化中充斥着本质主义思维的情形下策略本质主义有时会成为政治上的权宜之计。

### 性别本质主义
在女权主义理论与对性别的研究当中提到了“性别本质主义”概念。性别本质主义认为男性与女性分别具有两种不同的本质，男性与女性存在本质上的不同。在性别本质主义中，所有女性都普遍具有女性的本质特征，用于论证这一观点的有生物学上的依据，和对心理特征的考察，比如生养孩子、与他人共情、乐于支持他人的心理和不热衷于竞争等等。
女权主义理论家伊丽莎白·格罗兹在她 1995 年的作品《Space, Time, and Perversion》中认为，本质主义即是认为所有女性普遍地具有被涵盖在女性本质范畴的特征，并最终限制了社会变革和重组的可能性。
纽约时报的畅销书《男人来自火星，女性来自金星》反映了性别本质主义在大众文化中的流行性，但是这种性别本质主义观点经常被介绍女性研究的书籍批判。
1980年代起，一些女权主义作家提出了有关性别和科学的本质主义理论。 Evelyn Fox Keller、Sandra Harding 和 Nancy Tuana 等研究者认为现代科学事业本质上还是父权制的，科学研究并不匹配女性的天性。而其它一些研究者则批评道，这些理论忽视了科学研究在类型上是多样的，忽视了不同文化之间存在的差异性，也忽视了时代固有的局限性。

## 在历史学
历史学上的本质主义者试图识别并列出某个民族或国家文化上的本质特征。。希罗多德是一个何种程度的本质主义者存在争议，他也在「历史」中声称没有本质上的「雅典人身份」，还有希腊人和波斯人之间的差异是主观的。
后殖民主义者爱德华·萨义德称本质主义思想在殖民主义中扮演重要角色。根据Touraj Atabaki所说，对中东和中亚历史研究的欧洲中心主义、过于笼统、还原论在西方历史学和民族志中直到十九世纪甚至更晚一直占据统治论调。相反，很多历史学家拒绝本质主义因为其「对社会与文化转变去历史化」并倾向于视非西方社会为落后；在印度这导致了反本质主义学派的属下研究（又译底层研究）。

## 批评與爭議
本质主义一直受到一些反对。柏拉图在柏拉图对话录中的《巴曼尼得斯篇》提到如果我们接受了诸如「美」和「公正」的概念，我们必须同时接受「头发、污泥、秽物等不同形式的相的存在」。即便在查尔斯·达尔文以後，本质主义仍然是自然科学分类的基础与合理性的必要來源，因為否定本質主義作為生物分類的基礎會在邏輯上導致整個分子生物學乃至於演化論本身被視為偽科學;儘管生物学中本质主义的确切作用和重要性一直處於争辩的狀態中，但是許多生物學家認為本質主義是生物學運作的必要要素，所謂生物學不需要本質主義可能只是如同李森科主義那樣的政治意識形態的詭辯。在性别研究当中本质主义（认为男女有本质不同）也在持续引起争议。
卡尔·波普尔把「實在論」（realism）这个含糊的术语分为本质主义和实在论（realism）。本质主义被他用作唯名論（nominalism）的对立面，实在论则只被用来作为唯心主義（idealism）的对立面。波普尔自己是一个实在论者（与唯心主义对立），但同时他也是一个方法论上的唯名論者（与本质主义对立）卡尔·波普尔认为本质主义会不可避免的阻碍科学发展：
「因为科学并没有如亚里士多德所想的那样，通过一种对本质知识的逐渐的百科全书式的积累而发展，却是靠一种更具革命性的方法而发展。」
「本质主义不仅鼓励了文字游戏，而且还导致了论证的幻想破灭，即理性的幻想破灭。经院哲学和神秘主义以及对理性的绝望，这些都是柏拉图和亚里士多德的本质主义的不可避免的结果。」

「我相信本质主义是站不住脚的。它意味着一种终极解释的观念，因为一种本质主义解释既不需要、也不可能再作进一步的解释了。」
一些持操作主义观念的学者例如彼得·梅达沃声称应该对概念进行操作定义而非探寻其「终极」本质，并认为公众希望科学回答本质主义问题的倾向会造成公众对科学的误解。作家罗伯特·赖特解释道：「牛顿的地心引力理论也有些地方不尽人意……毕竟‘超距作用’这一概念如何实现？牛顿回避了这样的问题……从牛顿开始，物理学家们都以此为榜样……不再试图去解释为什么物体会遵循电磁学或地心引力规律。」（Wright，1988）。
但是所謂的「本質主義」會阻礙科學發展的論點實際上是一直受人質疑的，因為科學的目的之一就是在於透過歸納現象，最終找出現象本身可能的原理，亦即「本質」，去除找出本質的目的，僅僅滿足於歸納現象，實際上導致了牛頓之後科學發展的下降。因為物理學家們不再試圖解釋为什么物体会遵循电磁学或地心引力规律，最終反而導致科學本身逐漸陷入了只描述現象，不去思考內部原因的退化現象，甚至使科學自我糾正的能力下滑，最終導致了二十世紀中期之後理論物理到生物分類學的停滯，甚至最後成為大眾以及諸多後現代知識份子反對科學本身的原因，最後導致了二十世紀後期的科學大戰、與複製危機等爭議。
著名歷史學家奧斯瓦爾德·斯賓格勒在他的著作西方的沒落描述了本質主義自科學中的喪失反倒讓精確科學、對辯證法、對理論演證、乃至於因果原則等科學賴以為存的要素逐漸解體，最後導致科學本身的有效性下降，只是由於過去科學家積累的輝煌地基，掩蓋了科學逐漸崩潰的事實。「首先，在十八世紀，科學的方法已經用盡；然後，在十九世紀，它的能力也告衰竭，而現在，它的歷史角色，已被加以批判地研究。」，他在書中如此預言。

## 扩展阅读
- .   [2014-03-05]. （原始内容存档于2021-02-28）.
- Runes, Dagobert D.（1972）Dictionary of Philosophy（Littlefield, Adams & Co.）. See for instance the articles on "Essence", pg.97; "Quiddity", pg.262; "Form", pg.110; "Hylomorphism", pg.133; "Individuation", pg.145; and "Matter", pg.191.
- Barrett, H. C.（2001）. On the functional origins of essentialism （页面存档备份，存于）. Mind and Society, 3, Vol. 2, 1–30.
- Sayer, Andrew (August 1997) "Essentialism, Social Constructionism, and Beyond", Sociological Review 45 : 456.
- Oderberg, David S.（2007）Real Essentialism New York, Routledge.

### 书目
- Keith E.Stanovich (2006) "How to think straight about psychology" 
  - 中译本为《对伪心理学说不》窦东徽 / 刘肖岑译  第3章操作主义与本质主义

### 文献
- 科學本質主義的復甦？基因科技、種族／族群與人群分類，蔡友月，台灣大學社會學系